# Sidarum
Sidarum is een bestuurslaag in het regentschap Purworejo van de provincie Midden-Java, Indonesië. Sidarum telt 1094 inwoners (volkstelling 2010).